# Tarphius rotundatus
Tarphius rotundatus là một loài bọ cánh cứng trong họ Zopheridae. Loài này được Wollaston miêu tả khoa học năm 1854.